# بروتين دبيلو.أن.تي

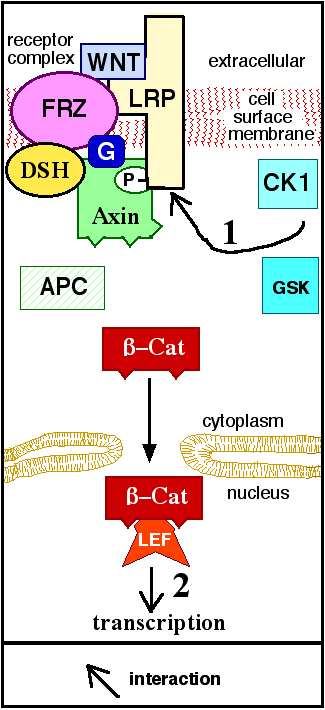

بروتين دبيلو.إن.تي (بالإنجليزية: Wnt protein)‏ هو بروتين اكتشفه علماء في مختبر إيتو بمركز لانغون الطبي في جامعة نيويورك ويُعتقد أنه المسؤول عن تحول الشعر إلى اللون الأبيض (الشيب)، وقال الباحثون إنهم سيعملون على ابتكار دواء يحول دون الشيب.